# Podkoní a žák
Podkoní a žák je česká báseň z konce 14. století, jejíž autor je neznámý. Báseň je napsána ve formě sporu (disputace), v němž se dvě znepřátelené strany dostávají do hádky o svou pravdu. Vedení disputu (sporu) je základem dialektické metody, s jejíž pomocí se ve středověkých školách vyučovala filozofie. Proti jednomu názoru stál názor opačný a student musel na základě logického postupu vyvodit a obhájit správný závěr. Středověké disputy byly v evropské literatuře oblíbené především ve 13.–15. století. Nejprve se zabývaly závažnými tématy např. spory duše s tělem. Takovým vážným sporem je např. báseň Oráč z Čech, jejímž autorem je Jan ze Žatce, a která představuje dialog básníka se smrtí.
Stále častěji však se v písemnictví té doby objevují úsměvné básně, které obtížné filozofické spory ironizují nebo parodují. Tyto parodie nepochybně vznikaly ve školách a mezi tehdejšími vzdělanci. Z českého prostředí je nejznámější právě veršovaná skladba Podkoní a žák, ve které je popsána hádka dvou lidí na okraji společnosti. Báseň má celkem 490 veršů (většinou osmislabičných) ve sdružených rýmech. Je typickým představitelem tzv. žákovské poezie.

## K obsahu básně

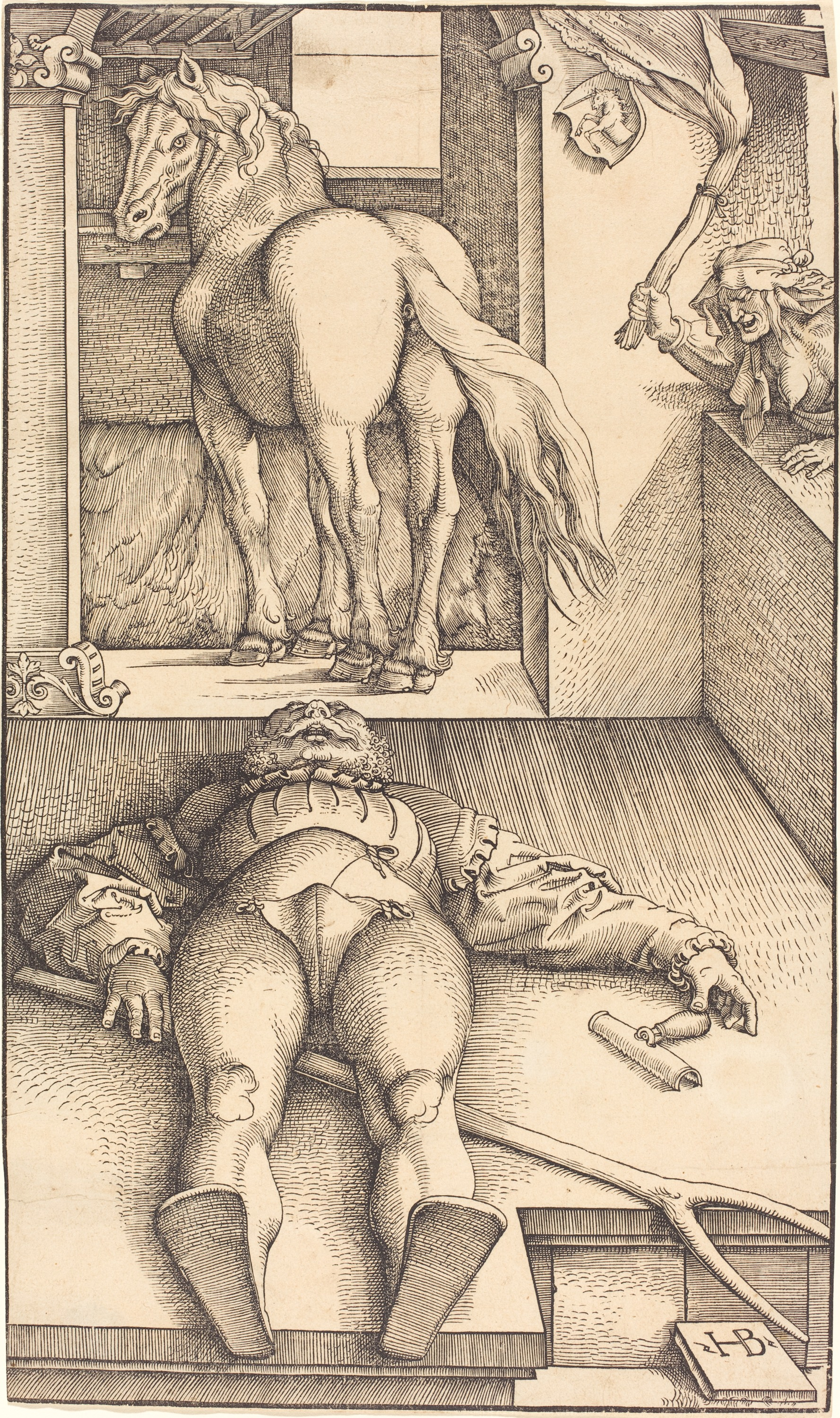
Uhranutý podkoní,
Der behexte Stallknecht,
Hans Baldung 1534, dřevoryt

Báseň začíná vypravěč (tučným písmem duálové tvary):
Přihodich se jednú k tomu,

kdež nalezech v jednom domu,

právě také v túž hodinu

dva, jenž přišla pohostinu,

ana sedíta na pivě.

Tu učiništa poctívě,

oba právě bez meškánie

dašta mi milé vítanie.

A já, přiblíživ se k nima,

posadich se mezi nima,

jakož často v krčmě bývá,

křičiec: „Paní, nalí piva!“

Jechomť se v odplatu ctíti,

podávajíc sobě píti.

Poslúchajte tuto právě,

poviemť vám o jich postavě.
Následuje popis žáka:
Z těch jeden člověk bieše mladý,

nejmieše známě brady,

na němž sukně šerá, umlená,

a k tomu kukla zelená;

ta také zedrána bieše.

Mošnu na hrdle jmieše,

v niž by vložil, což mu třeba,

mním, že knihy, také chleba;

dešťky jmieše u pasu.

Jakž jej viděch při tom času,

i jinú k tomu přípravú

vše bieše školskú postavú.
Pokračuje popis podkoního:
Druhý, ten se starší zdáše,

vždy sedě bradku súkáše,

na němž kabátec úzký, krátký,

a dosti zedraný šatky;

okasalý tak dvorně,

k tomuť bieše obut v škorně:

tyť biechu drahně povetšely,

avšak okolo děr cely,

skrze něž viděti nohy.

A také bieše up’al ostrohy,

točenku maje na hlavě.

Tak, jakž jej sezřech právě,

jistěť se mi dvořák zdieše;

hřebelce za pasem jmějieše.
Později dojde ke sporu mezi podkoním a žákem o tom, kdo z nich je ve společnosti významnější a kdo se má lépe. Přitom si ale neuvědomují, že argumenty, které předkládají tomu druhému, jsou vlastně zápory a nikoliv klady. Vypravěč příběhu jako nestranný pozorovatel vše zaznamenává. Celá hádka nakonec vyvrcholí rvačkou mezi oběma stranami. V té chvíli se vypravěč zvedne a odchází pryč.